# ويليام تيندال

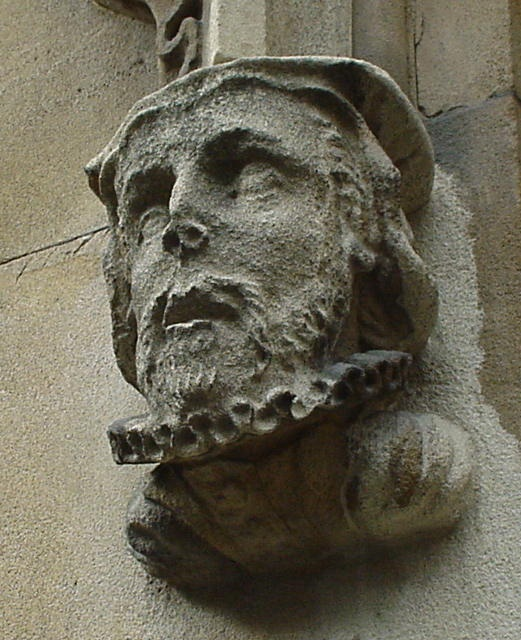
ويليام تيندال

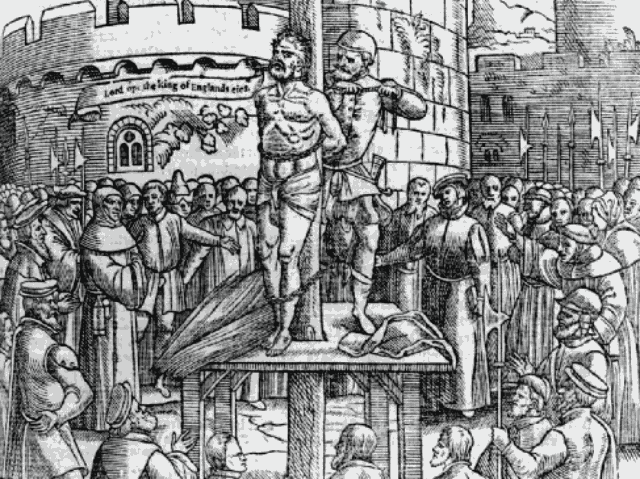
ويليام تيندال يتم إعدامه حرقاً بتهمة الهرطقة والخيانة

وليام تيندال أو تايندال(1494 - 1538) باحث ومصلح إنكليزي بروتستانتي في القرن السادس عشر قام بترجمة الإنجيل إلى الإنجليزية المعاصرة له وبالرغم من وجود عدة ترجمات جزئية وأخرى كاملة بالإنجليزية القديمة للإنجيل منذ القرن السابع وترجمات أخرى بالإنجليزية الوسطي وبالتحديد خلال القرن الرابع عشر إلا أنه يعد أول من وضع ترجمة إنجليزية مستمدة من النصوص اليونانية والعبرية للإنجيل وأول من أستغل وسيلة الطباعة مما سمح بالتوزيع الواسع للإنجيل المترجم وفي عام 1535 تم اعتقال تاندال وحبسه في قلعة فيلفوورد خارج بروكسل لأكثر من سنة ومحاكمته بتهمة الهرطقة والخيانة وبعد ذلك شنق وتم حرقه على وتد.

## خلفية عامة
عاش وعمل ويليام تيندال خلال عصر النهضة الإنسانية وفترة ازدهار الدراسات الكتابية بفضل ثورة جوتنبرغ وما تلاها من ديمقراطية المعرفة، عندما نشر يوهان ريوتشلين قواعد اللغة العبرية عام 1506. ومن الجدير بالذكر أن إيراسموس جمع وحرر ونشر نصوص العهد الجديد باليونانية العامية عام 1516. ظهرت ترجمة مارتن لوثر للكتاب المقدس إلى الألمانية بين عامي 1517 و1522.
تُرجمت أجزاء من الكتاب المقدس إلى الإنجليزية القديمة بدءًا من القرن السابع، وتوفرت الترجمات باللغات المحلية وبمعظم لغات أوروبا الأخرى بحلول القرن الرابع عشر. أدى الاضطراب الديني والتمرد العنيف الذي قاده أتباع اللولاردية إلى معاملة الهرطقة بمثابة الخيانة، وكانت عقوبتها الإعدام وفقًا للقانون الإنجليزي. اعتقدت السلطات أن أتباع اللولاردية يمتلكون ويقرؤون نسخًا من الكتاب المقدس بترجمة من جون ويكليف باللغة الإنجليزية الوسطى. وكان يجب إتلاف أي مخطوطات تحتوي على أقوال منه، ويمكن استخدام هذه المخطوطات في التحقيقات ومحاكم التفتيش، على الرغم من أنها لا تُعتبر دليلًا قاطعًا على الهرطقة.
أصبحت ترجمات ويكليف أقل فهمًا مع تغيّر اللغة الإنجليزية من الإنجليزية الوسطى إلى الإنجليزية الحديثة المبكرة بحلول أوائل القرن السادس عشر. أصبحت نصوص الكتاب المقدس باللغة الإغريقية واللغة اليونانية العامية المختلطة متاحة على نطاق واسع للمجتمع العلمي الأوروبي لأول مرة منذ قرون، إذ رحب العلماء الأوروبيون الكاثوليك بالعلماء والفلاسفة والمفكرين اليونانيين الذين هربوا بمخطوطاتهم إلى أوروبا الكاثوليكية بعد سقوط القسطنطينية عام 1453.

## الشخصية والطابع
وصف ويليام تيندال نفسه بكلماته الخاصة بأنه «شخص سيء المنظر في هذا العالم ولا يوجد نعمة في وجهه وعاجز عن الكلام وغير مهذب وبليد وبطيء الفهم».
وكتب ويليام تيندال أن من واجبه ترجمة العهد الجديد، وأظهر أسلوبًا تصادميًا عندما قال: «عندما أحرقوا العهد الجديد، لم يفعلوا شيئًا غير ما كنت أتوقعه؛ ولن يفعلوا أكثر من ذلك حتى لو أحرقوني أيضًا، إذا كان ذلك من مشيئة الله فليكن، فأنا قمت بواجبي عندما ترجمت العهد الجديد».
وصفه خصمه اللاهوتي المعاصر، توماس مور -الذي لم يقابل ويليام تيندال شخصيًا- بأنه: «رجل معتدل وصادق في حياته، ومتعلم، ومحبوب، وواعظ جيد».
دخل ويليام تيندال في خلاف مع المصلح جورج جوي، الذي كتب في عام 1535: «فليحذر كل شخص عندما يتعامل مع ويليام تيندال»، إذ وجده متعجرفًا ومغرورًا ومنافقًا ومعارضًا لتصحيح ترجمته للكتاب المقدس.
وصفه جون فوكس الذي كتب حوالي عام 1562 بأنه: «بسيط وغير خبير في مكر هذا العالم».
لخّصت إحدى السير الذاتية الحديثة شخصية ويليام تيندال بأنه: «رجل صعب وعدواني ولا ينتمي إلى هذا العالم وصاحب رؤية واحدة».
أشارت سيرة ذاتية حديثة أخرى إلى كونه «مثيرًا للمشاكل». وتدور قصة الفتى الريفي الشهيرة المنسوبة إليه عن جدال حاد وقع في مأدبة عشاء.

## أعمال عن ويليام تيندال
أُصدر أول فيلم سيرة ذاتية عن ويليام تيندال بعنوان «ويليام تيندال» عام 1937. قام الفنان أرنولد واثن روبنسون بتصوير حياة ويليام تيندال عن طريق الرسم على النوافذ الزجاجية الملونة لكنيسة ويليام تيندال المعمدانية حوالي عام 1955.
رواية «الصقر الذي لا يجرؤ على الصيد في النهار» التي كتبها سكوت أوديل عام 1975 تُقدم قصة خيالية عن ويليام تيندال وتهريب ترجمته للإنجيل إلى إنجلترا. صدر فيلم «خارج عن القانون: قصة ويليام تيندال» عام 1986. تضمَّن فيلم «اختبار إيمان ستيفن» مشهدًا طويلًا عن ويليام تيندال، وكيف قام بترجمة الإنجيل وكيف أُعدم في عام 1998.
أصدر فيلم رسوم متحركة عن حياته بعنوان «حاملو الشعلة: قصة ويليام تيندال» عام 2005. وأُصدر أيضًا فيلم وثائقي بعنوان «ويليام تيندال: رجل ذو رسالة» في الفترة نفسها، والذي تضمن مقابلة مع ديفيد دانييل. قدمت قناة «القناة الرابعة» في عام 2007 فيلمًا وثائقيًا لمدة ساعتين بعنوان «ثورة الإنجيل» من تقديم رود ليدل، يروي دور الإصلاحيين الإنجليز مثل جون ويكليف وويليام تيندال وتوماس كرانمر. غطت حلقة «المعركة من أجل الإنجيل» من سلسلة «أسرار الموتى» قصة تيندال وإرثه بتقديم لييف شرايبر، بثتها قناة بي بي إس عام 2007 وهي نسخة مختصرة من النسخة الأصلية التي بثتها القناة الرابعة.
ظهرت شخصية ويليام تيندال أيضًا في مسرحيتين تتناولان ترجمة إنجيل الملك جيمس، وهما مسرحية «آن بولين» لهيورد برينتون عام 2010 ومسرحية «مكتوب في القلب» لديفيد إدغار عام 2011. أنتجت قناة «بي واي يو» سلسلة وثائقية بعنوان «نيران الإيمان» تناولت قصة ترجمة إنجيل الملك جيمس وركَّزت بشكل كبير على حياة ويليام تيندال في عام 2011. بثت قناة «بي بي سي الثانية» فيلمًا وثائقيًا مدته ساعة بعنوان «أخطر رجل في إنجلترا زمن التيودور» من كتابة وتقديم ميلفين براغ في عام 2013.
من بين الوثائقيات الأخرى المعروفة أيضًا، فيلم بعنوان «ويليام تيندال: حياته وإرثه».